# The 411
The 411 är ett brittiskt tjejband inom R&B, bildat 2003. Deras låt "On My Knees" nådde fjärdeplatsen på den brittiska singellistan.

## Medlemmar
- Carolyn Owlett (född 8 mars 1984 i Chertsey, Surrey)
- Nuala Farrelly
- Tanya Boniface
- Tisha Martin
- Suzie Furlonger (ersatt med Nuala Farrelly)

## Diskografi
Studioalbum
- 2004 – Between the Sheets

Singlar
- 2004 – "On My Knees" (#4 på UK Singles Chart)
- 2004 – "Dumb" (UK #3)
- 2004 – "Teardrops" (UK #23)